# Jesús Munárriz
Jesús Munárriz Peralta (San Sebastián, 1940) es poeta, editor y traductor español. Desde 1975 dirige Ediciones Hiperión.

## Biografía
De padres navarros (su madre la pintora Isabel Peralta), nació en San Sebastián en 1940 y vivió en Pamplona hasta 1957, año en el que se trasladó a Madrid, ciudad donde reside desde entonces. Abandonó sus estudios de arquitectura para licenciarse en Filología alemana en la Universidad Complutense de Madrid, y se especializó más tarde en la Universidad de Jena, en Weimar. Estuvo casado con la escritora Lourdes Ortiz, de la que tuvo un hijo (Jaime) y se separó en 1973, divorciándose más tarde, cuando las leyes lo permitieron. Casado en segundas nupcias con Maite Merodio (1953-2024),con quien ha tenido dos hijas. Primer Premio de Interpretación Masculina del Teatro Español Universitario de Madrid en 1960. En los años setenta del pasado siglo fue autor de canciones, en solitario o en colaboración con Chicho Sánchez Ferlosio o Luis Eduardo Aute,  que  fueron cantadas y grabadas por Rosa León, Ana Belén, Ana María Drack, Massiel, Pepa Flores 'Marisol', o él mismo. Con Luis Eduardo Aute escribió y grabó en 1976 el LP Forgesound.

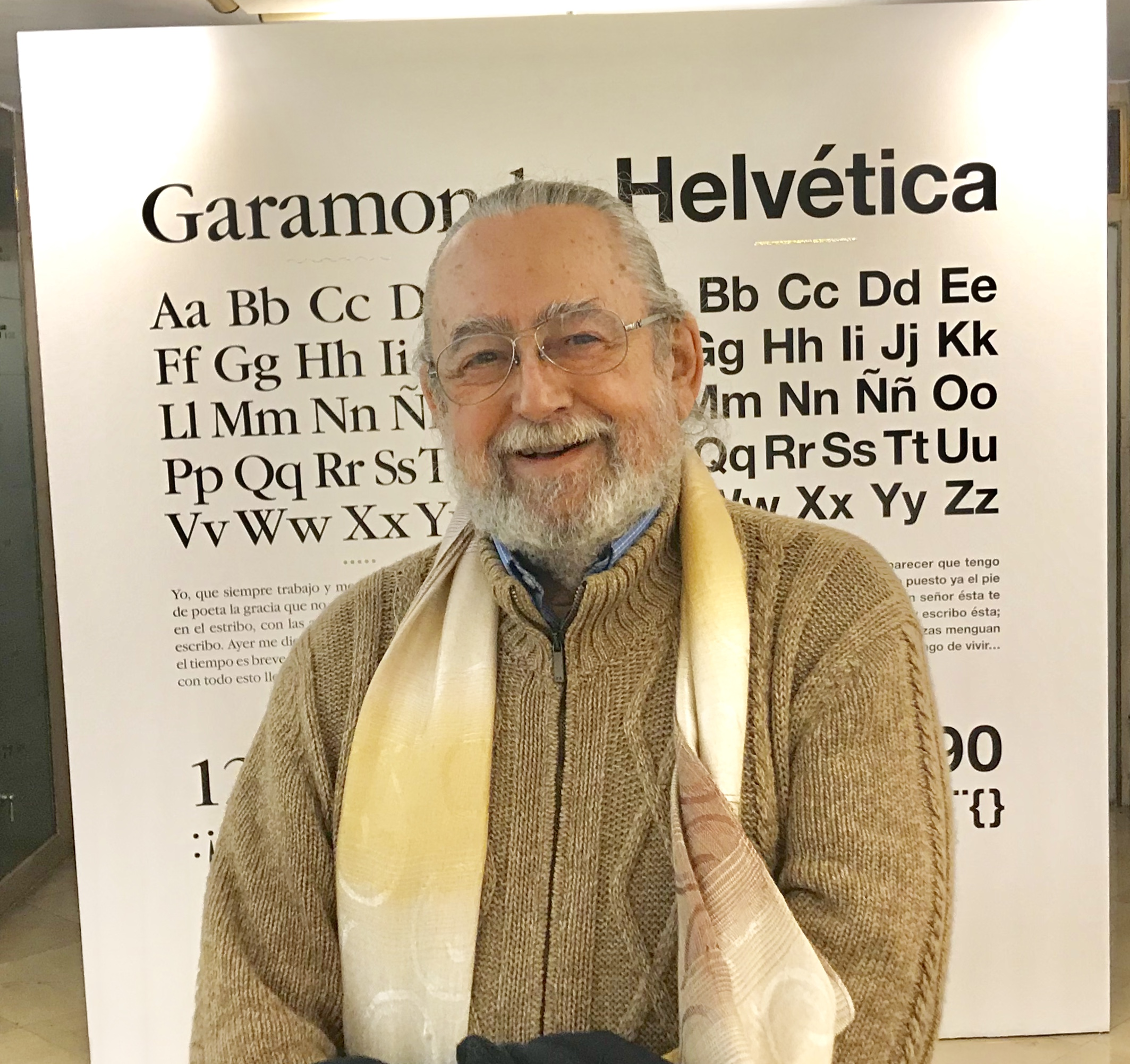
Jesús Munárriz Peralta
(Foto: José Luis García Martín)

## Editorial Ciencia Nueva
Jesús Munárriz fue cofundador y director de la editorial Ciencia Nueva desde su fundación hasta su cierre administrativo en 1969. La editorial Ciencia Nueva estuvo vinculada al clandestino Partido Comunista y a la lucha antifranquista. También fue codirector de la colección de poesía Saco roto de la editorial Helios y de la revista La Ilustración poética española e iberoamericana. Más tarde fue director de publicaciones de la editorial Siglo XXI de España.

## Ediciones Hiperión
Munárriz fue fundador y director desde 1975 de Ediciones Hiperión (Premio Nacional a la mejor labor editorial cultural en 2004), editorial en la que destacan las colecciones "libros Hiperión", "poesía Hiperión" y "Ajonjolí". 
Ha traducido libros de poetas alemanes (como Friedrich Hölderlin, Johann Wolfgang von Goethe, Heinrich Heine, Rainer Maria Rilke, Gottfried Benn, Paul Celan o Bertolt Brecht), franceses (Charles Baudelaire, A. Pieyre de Mandiargues, Marcel Schwob, Louis Aragon, Paul Éluard, Yves Bonnefoy, Paul Valéry), portugueses (Cesário Verde, Fernando Pessoa, Eugénio de Andrade, Vasco Graça Moura, Carlos Drummond de Andrade, Herberto Helder, Nuno Júdice), anglosajones (William Shakespeare, John Donne, John Keats, Robert Louis Stevenson, Oscar Wilde, Ezra Pound, varios de ellos firmados con el seudónimo de "Gustavo Falaquera") y de ensayistas como Werner Bahner y Michael Nerlich.
Ha publicado las siguientes antologías: Miguel Hernández, Antología,  Poetas del poeta. A Friedrich Hölderlin en el 150 aniversario de su muerte (junto con Anacleto Ferrer); Ellas tienen la palabra. Dos décadas de poesía española (junto con Noni Benegas); Doce poetas españoles, una muestra; Alfonsina Storni, Antología mayor; Un siglo de sonetos en español; El origen del mundo (firmada como "Juan Abad"), Sextinas. Pasado y presente de una forma poética (junto con Chús Arellano y Sofía Rhei), Poesía ¿eres tú? (en colaboración con Fermín Herrero); Uni-versos. Antología de poemas uni-versales recopilados por JM y sus amigos, y ha preparado y publicado ediciones de Álvaro Flórez Estrada, Voltaire, William Morris, Rafael Cansinos Asséns, Catalina de Erauso, "la monja alférez", José Asunción Silva, José Juan Tablada y Gustavo Adolfo Bécquer.
Ha publicado libros de poesía para adultos (Viajes y estancias, Cuarentena, Esos tus ojos, Camino de la voz, Otros labios me sueñan, De lo real y su análisis, Corazón independiente, Viento fresco, Peaje para el alba, Viva voz, Artes y oficios, Flores del tiempo, Sólo amor, Por la gracia de Dios, Rojo fuego nocturno, Va por ustedes, Museo secreto, Nos han robado un ángel, Los ritmos rojos del siglo en que nací; un cuento triste, Y de pronto Rimbaud) y para niños (Disparatario, Con pies pero sin cabeza, Dibujos animados), así como varios de jaikus (Jaikus aquí, Capitalinos, Escaramujos, Fugacidades).
En 1996 fue nombrado Caballero de la Orden de las Artes y las Letras por la República Francesa.
En 2006 fue distinguido en Melegnano (Milán, Italia) con el Premio Internacional de Poesía Clemente Rebora, y en Cartagena de Indias (Colombia) con el tercer premio del Premio Panhispánico de Traducción Especializada por la obra "El Persiles descodificado o la "Divina Comedia" de Cervantes", (obra original, Le Persiles décodé ou la " Divine Comédie" de Cervantes, de Michael Nerlich, en francés, inglés, alemán, italiano y latín) y editada por Ediciones Hiperión (Madrid, 2005).
En 2009 le fue impuesta la Medalla de Oro de Don Luis de Góngora por la Real Academia de Córdoba (España).

## Obra

### Libros de poemas
- Viajes y estancias. De aquel amor me quedan estos versos (Madrid, A. Corazón Editor, "Colección Visor", 1975).
- Cuarentena, (Madrid, Turner Ediciones, 1977).
- Esos tus ojos, (Madrid, Hiperión, 1981).
- Camino de la voz, (Madrid, Hiperión, 1988).
- Otros labios me sueñan, (Madrid, Hiperión, 1992).
- De lo real y su análisis, (Madrid, Hiperión, 1994).
- Corazón independiente, (Madrid, Hiperión, 1998).
- Viento fresco, (Cuenca, El Toro de Barro, 2000).
- Viva voz (Canciones), Prólogo de Luis García Montero. (Granada, colección Maillot Amarillo, 2002).
- Artes y oficios, (Madrid, Hiperión, 2002).
- Viejos poemas de la vieja Europa, (Cuenca, El Toro de Barro, 2003).
- Flores del tiempo, (Sevilla, Point de lunettes, 2003).
- Viajes y estancias (Con los collages del autor), (Madrid, Hiperión, 2005).
- Sólo amor, (Madrid, Bartleby Editores, 2008).
- Por la gracia de Dios, (Sevilla, Point de lunettes, 2009).
- Rojo fuego nocturno, (Madrid, Hiperión, 2009).
- Va por ustedes, (Segovia, La Palma, 2009).
- Museo secreto, (Caracas, Monte Ávila, 2012).
- Nos han robado un ángel, (Granada, Entorno Gráfico, colección O gato que ri, 2013).
- Los ritmos rojos del siglo en que nací. Un cuento triste, (Madrid, Hiperión, 2017).
- Y de pronto Rimbaud (Sevilla, Editorial Renacimiento, Colección Calle del Aire, 2019).
- Y tan lejos de casa (Poemas navarros) (Pamplona, Pamiela, 2022).
- Haciendo tiempo (Madrid, Huerga & Fierro Editores, 2023).
- Museo secreto. Con dibujos de Paco Montañés. (Madrid, Ediciones Hiperión, 2024).

### Jaikus
- Jaikus aquí, (Valencina, Sevilla, 2005).
- Capitalinos, (Sevilla, La Isla de Siltolá, Haiku, 2018).
- Escaramujos, (Valencia, Editorial Pre-Textos, Colección La Cruz del Sur, 2019).

- Fugacidades (Madrid, Editorial Polibea, 2021. Colección pasión de lo breve, 2. Palabras preliminares de Aitor Francos).

### Poesía para niños
- Disparatario, (Madrid, Hiperión, Col. Ajonjolí, 2001).
- Con pies pero sin cabeza, (Madrid, Hiperión, Col. Ajonjolí, 2004).
- Dibujos animados, (Madrid, Hiperión, Col. Ajonjolí, 2011).

### Antologías de su obra
- Peaje para el alba. Antología 1972-2000, Selección y prólogo de Ángela Vallvey. (Madrid, Hiperión, 2000).
- Antología poética, Edición de Antonio Ortega Fernández y María José de Llanos. (Lorca, Murcia, Espartaria, 2004).
- Por eso estoy en las palabras / Per questo vivo nelle parole, A cura di Coral García Rodríguez. (Faloppio, Italia, LietoColle, 2006).
- Poética y poesía, Preludio de Antonio Gallego. (Madrid, Fundación Juan March, 2007).
- Algo de mí (Antología), Prólogo de José Ángel Leyva. (Ibagué, Colombia, Caza de Libros-Ulrika Editores, 2009).
- Materia del asombro (Antología 1970-2015). Selección de Francisco Javier Irazoki, (Monterrey, México, UANL—Madrid, Hiperión, 2015).
- De acá y de allá. Antología, (Bogotá, Universidad Externado de Colombia, 2016).
- El trago largo. Poemas escogidos, (Madrid, Editorial Verbum, 2024).

### Sobre su obra
- Almudena del Olmo Iturriarte, Jesús Munárriz: una poética de la cordialidad. Palma, Universidad de las Islas Baleares, 2009.

### Traducciones
- DEL ALEMÁN:
- WIESE, Inge von. La casa de la ladera. Madrid, Santillana, 1964. [Traducción].
- BAHNER, Werner. La lingüística española del Siglo de Oro. Madrid, Ciencia Nueva, 1966. [Traducción].
- HÖLDERLIN, Friedrich. Hiperión o el eremita en Grecia. Madrid, Hiperión, 1976. 31.ª edición, 2016. [Traducción y prólogo].
- HEGEL, G.W.F. Poemas. En Escritos de juventud. Ed. de J.M. Ripalda. Madrid, Fondo de Cultura Económica, 1978.
- CELAN, Paul. Amapola y memoria. Madrid, Hiperión, 1985. 7.ª edición, 2010. [Traducción y prólogo].
- CELAN, Paul. De umbral en umbral. Madrid, Hiperión, 1985. 6.ª edición, 2008. [Traducción].
- RILKE, Rainer Maria. La canción de amor y muerte del alférez Christoph Rilke. Madrid, Hiperión, 1988. 4.ª edición, 2006. [Traducción, prólogo y epílogo].
- RILKE, Rainer Maria. El libro de las imágenes. Madrid, Hiperión, 2001. 5.ª edición, 2015. [Traducción].
- HEINE, Heinrich. Alemania, un cuento de invierno. Madrid, Hiperión, 2001. 2.ª edición, 2009. [Traducción, prólogo y notas].
- RILKE, Rainer Maria, Los sonetos a Orfeo. Madrid, Hiperión, 2003. [Traducción]. 2.ª edición, 2007.
- RILKE, Rainer Maria, Cartas a un joven poeta. Madrid, Hiperión, 2004. 6.ª edición, 2015. [Traducción y prólogo]
- BRECHT, Bertolt, La buena persona de Sechuán. Estrenada en  el Teatro María Guerrero de Madrid por el Centro Dramático Nacional, bajo la dirección de Luis Blat, el 25 de mayo de 2006.
- GOETHE, Johann Wolfgang von, Elegías romanas. Madrid, Hiperión, 2008. [Traducción y prólogo].
- BENN, Gottfried, Morgue. Málaga, Zut Ediciones, 2008. [Selección, traducción y prólogo]. 2.ª edición: Morgue y otros poemas expresionistas. Monterrey, México, Universidad Autónoma de Nuevo León, 2010.
- RILKE, Rainer Maria. Réquiem. Madrid, Hiperión, 2008. 3.ª edición, 2016. [Traducción, presentación y prólogo].
- GOETHE, Johann Wolfgang von, Epigramas venecianos. Madrid, Hiperión, 2008. [Traducción y prólogo].
- HEINE, Heinrich, Radikal. Una antología. 50 poemas críticos, satíricos, rebeldes o revolucionarios. Madrid, Hiperión, 2008.  [Selección, traducción, prólogo y notas].
- RILKE, Rainer Maria. Ofrenda a los lares (Praga en poemas). Madrid, Hiperión, 2010. [Traducción, presentación y notas].
- HEINE, Heinrich. Atta Troll. El sueño de una noche de verano. Madrid, Hiperión, 2011. [Traducción, presentación y glosario].
- El principito. Un cuento para niños a partir de 6 años. Adaptación libre escénica de la obra de SAINT-EXUPÉRY por MARIA NEUMANN y ROBERTO CIULLI. (Estrenada en El Teatro de La Abadía de Madrid el 24 de octubre de 2012).
- NIETZSCHE, Friedrich, An die Melancholie. "A la melancolía", una traducción de J. M. Introducción: Juan Carlos Friebe. Diseño e Ilustraciones: Jaime García. Granada, Geometría del Desconcierto Ediciones, 2013. Edición de 200 ejemplares numerados.
- HÖLDERLIN, Friedrich, Cánticos. Versión española de J. M. Edición de Anacleto Ferrer. [Madrid, Hiperión, 2013].
- HEINE, Heinrich. Intermezzo lírico. Madrid, Hiperión, 2020. [Versión española y nota del traductor].
- HAUSHOFER, Albrecht. Sonetos de la cárcel de Moabit. Madrid, Hiperión, 2021.

- En colaboración:
- BRECHT, Bertolt. Más de cien poemas. Madrid, Hiperión, 1998. 4.ª edición, 2008. [Traducción en colaboración con Vicente Forés y Jenaro Talens.]
- BRECHT, Bertolt. Poemas de amor. Madrid, Hiperión, 1998. 4.ª edición, 2008. [Traducción en colaboración con Vicente Forés y Jenaro Talens.]

- DEL FRANCÉS:
- PIEYRE DE MANDIARGUES, André. La marea y otras narraciones. Madrid, Hiperión, 1977. [Traducción].
- ARP, Jean. Días deshojados. Madrid, Hiperión, 1983. [Traducción].
- SINASSAMY, Evelyne. Poemas para una niña chica. Madrid, Hiperión, 1985. [Traducción] (fuera de comercio).
- ARAGON, Louis.  Hölderlin.  Madrid, Hiperión, 1992.  [Traducción y presen¬tación].
- BONNEFOY, Yves. Principio y fin de la nieve.  Madrid,  Hiperión, 1994. [Traducción].
- SCHWOB, Marcel. El libro de Monelle. Madrid, Hiperión, 1995. [Traducción y prólogo]. 3.ª edición, 2008.
- Del huerto de Ronsard. Breve muestra de poemas franceses en versiones de Jesús Munárriz impresos con motivo de su nombramiento como Chevalier de l’Ordre des Arts et des Lettres por el gobierno de la República Francesa. Madrid, Hiperión, 1997 (fuera de comercio).
- BONNEFOY, Yves. Las tablas curvas. Madrid, Hiperión, 2003. [Traducción].
- ÉLUARD, Paul, Últimos poemas de amor. Madrid, Hiperión, 2005. 3.ª edición, 2007. [Traducción].
- NERLICH, Michael, El Persiles descodificado o la “Divina Comedia” de Cervantes. Madrid, Hiperión, 2005. [Traducción y folleto preliminar]. (“Premio Unión Latina 2006 de Traducción Científica y Especializada”).
- VALÉRY, Paul. Corona & Coronilla. Madrid, Hiperión, 2009. (Traducción y notas).
- REYNAL, Maurice. Picasso. Málaga, Fundación Picasso, 2014. (Traducción y notas. Xon fragmentos del alemán).
- ÉLUARD, Paul. Once poemas.  Sabadell, QUADERNS DE VERSÀLIA, V, 2015.
- BAUDELAIRE, Charles, Las flores del mal. Madrid, 2016. [Traducción, glosario y notas inicial y final.]

- En colaboración:
- PARAIN, Charles [y otros]. El feudalismo. Madrid, Ayuso, 1972  [en colaboración con Lourdes Ortiz]. Madrid, Ayuso, 1972. 2.ª ed., con prólogo de Julio Valdeón, 1973. 3.ª ed., 1976.
- ESTEBAN, Claude. En el último páramo. Madrid, Hiperión, 1998. [Traducción colectiva con Juan Abeleira, Miguel Casado, Luis Martínez de Merlo y Manuel Neila.]
- ROUBAUD, Jacques. Cuarenta poemas. Madrid, Hiperión, 1998. [Traducción colectiva con Francisco Castaño, José Luis del Castillo, Jorge Riechmann, Ada Salas y Jenaro Talens.]

- DEL INGLÉS:
- WILDE, Oscar. La balada de la cárcel de Reading. Madrid, Hiperión, 1992. 7.ª edición, 2014. [Traducción y prólogo].
- SHAKESPEARE, William. Sonetos. Madrid, Hiperión, 1993. 9.ª edición, 2014. [Traducción y prólogo, firmados con el seudónimo de "Gustavo Falaquera"].
- SHAKESPEARE, William. Venus y Adonis. Bogotá, Norma, 2001 (traducción destrozada en varios puntos por algún corrector anónimo). La única versión autorizada es la publicada por Hiperión el 2003.
- STEVENSON, Robert Louis. Jardín de versos para niños. Con ilustraciones de Jessie     Willcox Smith. Madrid, Hiperión, 2001. 2.ª edición, 2002. [Traducción firmada como "Gustavo Falaquera"]. ("Certificate of Honour for Translation" del IBBY, Cape Town, 2004). Nueva edición con ilustraciones de Charles Robinson,  firmada con su nombre, Madrid, poesía Hiperión, 2015).
- KEATS, John. Hiperión (Un fragmento). La caída de Hiperión (Un sueño). Madrid, Hiperión, 2002.  2.ª edición, 2014. [Traducción y nota preliminar firmadas como “Gustavo Falaquera”].
- SHAKESPEARE, William. Venus y Adonis. Madrid, Hiperión, 2003. [Traducción y prólogo firmados como “Gustavo Falaquera”].
- DONNE, John. Canciones y poemas de amor. Madrid, Hiperión, 2004. 3.ª edición, 2014. [Traducción y prólogo firmados como “Gustavo Falaquera”].
- DONNE, John. Elegías. Madrid, Hiperión, Madrid, Hiperión, 2006. 2.ª edición, 2016. [Traducción y prólogo firmados como “Gustavo Falaquera”].
- STEVENSON, Robert Louis. Jardín de versos para niños. Ilustraciones de Charles Robinson. Versión española de J. M. Madrid, Hiperión, 2015.
- En colaboración:
- POUND, Ezra. Personæ. Los poemas breves. Madrid, Hiperión, 2000. 7.ª edición, 2014. [Traducción en colaboración con Jenaro Talens.]
- POE, Edgar Allan. Poesía completa. Madrid, Hiperión, 2000. 6.ª edición, 2014. [Traducción en colaboración con María Condor, firmada como "Gustavo Falaquera".]
- DORGAN, Theo. La hija de Safo. Madrid, Hiperión, 2001. [Traducción colectiva con Francisco Castaño, José Manuel Martín Morillas y Manuel Villar Raso.]
- BUTLIN, Ron. Nuestra porción de buena suerte. Madrid, Hiperión, 2002. [Traducción colectiva con Bernd Dietz, Pablo García Casado, Joëlle Guatelli-Tedeschi, Luis Muñoz, Benjamín Prado y José Luis Rey.]

- DEL PORTUGUÉS:
- VERDE, Cesário. El sentimiento de un occidental. Madrid, Hiperión, 1995. [Traducción y prólogo].
- ANDRADE, Eugénio de. Aquella nube y otras. [Poemas para niños]. Madrid, Hiperión, 1996. [Traducción]. 2.ª edición, 2002.
- PESSOA, Fernando. Mensaje. Madrid, Hiperión, 1997. [Traducción y epílogo]. 5.ª impresión, 2016.
- PESSOA, Fernando. Mensagem / Mensaje. Edición portugués-español. A Brasileira, Lisboa. Grupo O Valor do Tempo, 2021.
- MOURA, Vasco Graça. Una carta en invierno y otros poemas. Madrid, Hiperión, 2000. [Traducción y nota previa].
- ANDRADE, Eugénio de. Lugares de la lumbre. Madrid, Hiperión, 2003. [Traducción].
- DRUMMOND DE ANDRADE, Carlos. El amor natural. Madrid, Hiperión, 2004. [Prólogo y traducción].
- PINTO DO AMARAL, Fernando. Poemas. Badajoz, Asociación de Escritores Extremeños, Aula Enrique Díez-Canedo, 2005. [Traducción].
- HELDER, Herberto. O el poema continuo. Madrid, Hiperión, 2006. [Traducción y epílogo].
- PESSOA, Fernando. Cantares (Quadras). [Traducción y prólogo]. Madrid, Hiperión, 2006. 4.ª impresión, 2016.
- JÚDICE, Nuno. Tú a quien llamo amor. (Antología). Madrid, Hiperión, 2008. [Traducción].

En colaboración:
- Portugal: la mirada cercana (Antología). Madrid, Hiperión / Córdoba, Diputación Provincial, 2001. [Traducción de los poemas de Ruy Belo, Pedro Tamen y Fernando Pinto do Amaral, y, en colaboración con Jenaro Talens, de los de Eugénio de Andrade].

- DE VARIOS IDIOMAS:
- Poemas incluidos en las siguientes antologías:
- Poetas del poeta. A Friedrich Hölderlin en el 150 aniversario de su muerte. Textos recopilados por Anacleto Ferrer y Jesús Munárriz. Madrid, Hiperión, 1994. [Traducciones del alemán, francés y gallego].
- MONTALE, Eugenio, 37 poemas traducidos por 37 poetas españoles en el centenario de su nacimiento. Madrid, Hiperión, 1996. [Del italiano].
- ANGIOLERI, Cecco, Si yo fuese fuego: 25 poetas españoles traducen a Cecco Angiolieri. Alpedrete, Ediciones de La Discreta, 2000. [Del italiano].
- ABAD, Juan, El origen del mundo. Antología poética. Madrid, Hiperión, 2004. [Traducciones del alemán, catalán, francés, inglés, italiano y portugués].
- ARELLANO, Chús, MUNÁRRIZ, Jesús, RHEI, Sofía, Sextinas. Pasado y presente de una forma poética. Madrid, Hiperión, 2011. [Prólogo en colaboración y traducciones del provenzal, italiano, portugués francés gallego y alemán].

- DE OTROS IDIOMAS (en colaboración):
- JAYYAM, Omar. Robbaiyyat. Madrid, Hiperión, 1993. 6.ª edición, 2007. [Traducido del farsí en colaboración con Zara Behnam]. [Traducción].
- HO XUAN HUONG. Perfume primaveral. Madrid, Hiperión, 1996. [A partir de la traducción del vietnamita de Maurice Durand]. [Versión y prólogo].
- BENNIS, Mohammed. Vino. Dos series de poemas. Traducidos del árabe. Casablanca, Les Éditions Toukbal, 1999. [Traducción colectiva con Luis Miguel Cañada y Luis Muñoz.]
- Haiga. Haikus ilustrados. Caligrafías y pinturas de Yukki Yaura. Madrid, Hiperión, 2005. [En colaboración con Teresa Herrero]. 3.ª edición, 2014.
- RYOOKAN. Los 99 jaikus. Madrid, Hiperión, 2006. [En colaboración con Teresa Herrero]. 2.ª edición, 2008.
- RYOOKAN-TEISHIN, El rocío del loto. Madrid, Hiperión, 2010. [En colaboración con Teresa Herrero].
- Poemas amorosos del Manyooshuu. [Selección, traducción, introducción y notas en colaboración con Teresa Herrero]. Madrid, Hiperión, 2016.
- AKUTAGAWA, Ryuunosuke, Brilla un relámpago (Haikus escogidos) [Selección, traducción  y notas en colaboración con Teresa Herrero]. Madrid, Hiperión, 2019.
- KOBAYASHI, Issa, ¡Cuánta hermosura! 365 haikus. [En colaboración con Teresa Herrero]. Madrid, Hiperión, 2023.